# Dicuil
Dicuil (latinizzato: Dicuilus; fl. VIII secolo) è stato un insegnante, astronomo, geografo e monaco irlandese nato nella seconda metà dell'VIII secolo.

## Biografia
È molto difficile ricostruire la vita di Dicuil, date le scarse testimonianze su di lui: le uniche informazioni disponibili provengono solo dalle sue opere che sono pervenute, scritte tutte in latino.
Dicuil nacque in Irlanda; il nome Dicuil (che presenta numerose varianti a livello grafico: Dicul, Dichull, ecc.) era appunto molto comune tra gli ecclesiastici dell'Irlanda dell'Alto Medioevo, dato che ricorre molto spesso negli annali irlandesi medievali. La sua data di nascita sarebbe da collocare intorno agli anni 755-760, secondo alcuni calcoli fatti a partire da ciò che Dicuil stesso dice nella sua opera De mensura orbis terrae, scritta, come dice l'autore, nell'825. Si fece monaco, ed ebbe come maestro Suibneus (anche questo nome ricorre spesso negli annali irlandesi medievali), al quale un monaco viaggiatore, Fidelis (di cui non si hanno altre notizie), raccontò il viaggio che fece in Egitto. Dicuil intraprese varii viaggi presso le isole vicino alla costa nord-ovest della Britannia, e in alcune di queste sembra che visse per un po'. Sempre nel De mensura, l'autore dice che, nel 795 (30 anni prima che scrisse la sua opera), ascoltò il racconto di alcuni monaci che visitarono l'Islanda, circa 80 anni prima rispetto alla prima colonizzazione da parte dei Vichinghi, stando agli eventi narrati nel Landnámabók. Negli anni 814-818 stette presso la corte dell'imperatore Ludovico il Pio, dove molto probabilmente era stato assunto come maestro di grammatica, e dove erano disponibili molti più manoscritti con opere più interessanti rispetto alla sua terra natia. In questi anni compose un computus, chiamato Liber de astronomia, nella forma di prosimetro, concepito come regalo per l'imperatore. Dopo l'825, anno in cui scrisse il De mensura, non si hanno più sue notizie.
Sembra che né i contemporanei di Dicuil né le generazioni a lui successive conoscessero molto ciò che scrisse: in effetti sono pervenuti pochissimi manoscritti risalenti al Medioevo che contengono le sue opere. L'unico scrittore che sembra conoscere Dicuil è Ekkehard di Aura, dato che cita dei passi dal De mensura riguardanti Thule.

## Opere

### De primis syllabis
È un trattato sulla metrica, composto da nove capitoli. L'opera, come dice Dicuil stesso, è stata scritta nell'825. È conservato in due manoscritti: uno alla KBR di Bruxelles (10470-3, X sec.), dove l'opera di Dicuil è stata unita a quelle di Micone di Saint-Riquier, l'altro alla Bibliothèque Jacques Villon di Rouen (1470, fine X sec. o inizio XI sec.), che contiene una raccolta di trattati sulla grammatica. Il De primis syllabis è stato riconosciuto come opera indipendente da quelle di Micone di Saint-Riquier da K. Strecker nel 1920, e poi attribuito a Dicuil da A. Van de Vyver nel 1935.
L'opera riguarda la quantità della prima syllaba, cioè della prima sillaba che – in una parola latina – corrisponde alla sillaba contenuta nella radice: di questa sillaba infatti era difficile risalire alla quantità della vocale contenuta, dato che nel latino medievale si era completamente persa la quantità vocalica caratteristica del latino classico, e perciò era difficile per gli uomini dell'epoca comporre testi in metrica. Per esempio: era impossibile nel Medioevo sapere se la vocale “ca” di cano (la radice è “can-”) fosse lunga o breve; perciò, gli studiosi medievali dovevano trovare e imparare a memoria un verso – scritto dai poeti classici – in cui ricorreva il verbo cano (anche coniugato in modi diversi), e a seconda della sua posizione in quel verso imparavano così che la sillaba “ca” era breve (perché la “a” stessa era breve: “că”). L'opera di Dicuil forse doveva servire come introduzione a un'altra opera, cioè il De finalibus, generalmente attribuita a Servio.

### Liber de astronomia
È un computus in forma di prosimetro, scritto tra gli anni 814-818. L'opera è pervenuta in due redazioni. La prima è conservata in un solo manoscritto, risalente al IX secolo e in minuscola carolina, il 401 (prima 386) della Bibliothèque Municipale di Valenciennes, prima appartenuto al monastero di Saint-Amand, portato lì da Ubaldo, che forse è anche colui che lo ha copiato. I bibliotecari del XII secolo avevano erroneamente attribuito l'opera ad Alcuino, ma L. Bethmann rettificò l'attribuzione nel 1855. L'edizione critica della prima redazione è stata realizzata nel 1907 da M. Esposito: questa redazione comprende quattro libri, scritti tra gli anni 814-816. Nel 1929 E. K. Rand trovò nel manoscritto 803 (IX sec.) della Bibliothèque Municipale di Tours un'altra copia dell'opera di Dicuil, però in una seconda redazione (molto probabilmente quella definitiva). Il manoscritto infatti contiene altre parti aggiunte ai quattro libri già esistenti del De astronomia; inoltre, sono presenti due capitoli in più nel libro iv. e due capitoli che costituiscono un libro v.. Prima del De astronomia, nel manoscritto 803 è presente un elenco di tutti i capitoli sia del De astronomia completo, sia di un'altra opera di Dicuil, posta dopo il computus, cioè l'Epistola censuum (cfr. il prossimo punto). Nell'elenco è presente anche un riferimento al De primis syllabis, dove si dice che non era stato copiato insieme alle due opere precedenti. Il manoscritto 803 però si interrompe a metà del capitolo 2 del libro v. del De astronomia, omettendo quindi anche l'opera seguente (l'Epistola censuum): A. van de Vyver trovò queste parti mancanti in un altro manoscritto, il n.a. lat. 1645 della Biblioteca nazionale di Francia di Parigi. Tutte le parti aggiunte e le parti nuove della seconda redazione devono essere state scritte tra gli anni 816-818, cioè dopo il libro iv. originale e prima dell'Epistola censuum.
L'opera era stata concepita nell'aprile 814 come regalo nel giorno dell'assemblea dei nobili Franchi (15 maggio 814) per Ludovico il Pio, il quale non dovette apprezzarla molto, dato che Dicuil stesso si lamenta del fatto che né lo ascoltò mentre la leggeva ad alta voce, né gli offrì alcuna ricompensa per il lavoro svolto. Il fatto che il monaco irlandese riporti il suo mancato successo nel libro i. indica che ne scrisse una parte come dono per l'imperatore, e che poi continuò per sé stesso l'opera, scrivendo i libri successivi.
Questo è il contenuto dei cinque libri nella redazione finale: 1) Nel libro i. sono esposte le regole astronomiche per calcolare i giorni dei mesi dell'anno; alla fine sono presenti dei distici esametrici rimati composti tutti da 16 sillabe; 2) Nel libro ii. sono esposti i calcoli delle varie distanze fra la Terra e il Cielo e fra i sette pianeti, la durata dei mesi lunari e le varie fasi lunari; sono inoltre esposte le regole per determinare i giorni intercalari; soprattutto, è esposto il metodo per calcolare i giorni della Quaresima e della Pasqua; 3) Nel libro iii. sono esposti i calcoli sulle rivoluzioni delle stelle e il metodo per calcolare l'equinozio di primavera; 4) Nel libro iv. sono esposti i calcoli sulle rivoluzioni del sole e della luna, e sulle loro velocità di movimento; è presente una curiosa speculazione circa l'esistenza di una “stella polare” del Sud; 5) Nel libro v. si parla delle epatte.
Le fonti citate da Dicuil in modo esplicito sono Pitagora (ovviamente letto tramite citazioni di altri autori), Donato e alcuni “filosofi” (philosophi). Molto probabilmente le conoscenze scritte in quest'opera erano veramente possedute da Dicuil (come anche da molti altri monaci irlandesi nell'Alto Medioevo), dato che erano indispensabili per il mondo cristiano dell'epoca.

### Epistola censuum[19]
È un trattato in 225 esametri sui pesi e le misure, composto da 5 capitoli, seguito da un glossario in prosa. L'opera, come dice Dicuil stesso, è stata scritta dopo l'818. Si trova nel manoscritto n.a. lat. 1645 della Biblioteca nazionale di Francia di Parigi, posta dopo il De astronomia. Una fonte di quest'opera è il Cursus Paschalis di Vittorio di Aquitania, insieme alla tavola pitagorica elaborata dal medesimo autore, che forse può essere stato usato come fonte anche per il De astronomia.

### Liber de mensura orbis terrae
È un trattato geografico, composto da nove capitoli. L'opera, come dice Dicuil stesso, è stata scritta nell'825. È il suo lavoro più importante, e anche quello più interessante per quanto riguarda la storia della geografia. L'opera fu letta e studiata da varii umanisti e personaggi eruditi nel corso del tempo, come Beato Renano, Mark Welser, Claudius Salmasius, Sir James Ware II, Isaac Vossius, Jean Hardouin, Johann Daniel Schöpflin, Theodor Mommsen. L'editio princeps fu realizzata da C. A. Walkenaer nel 1807 (pubblicata a Parigi dal celebre stampatore Firmin Didot), ma nel 1814 J. A. Letronne realizzò un'edizione più corretta dell'opera, emendandone i numerosi errori dovuti alla tradizione. Il testo fu poi ripubblicato nel 1870 da G. Parthey, e solo nel 1967 è stata realizzata l'edizione critica definitiva, a cura di J. J. Tierney con la collaborazione di L. Bieler.
L'edizione critica più recente è stata condotta su 3 manoscritti principali:
1) P, Paris, Biblioteca nazionale di Francia, lat. 4806, del tardo IX secolo (non del X secolo, come sostenevano G. Parthey e Mommsen).
2) D, Dresden, Sächsische Landesbibliothek, Staats- und Universitätsbibliothek Dc 182, del tardo IX secolo o di inizio X secolo, portato dall'amministratore Ragenerus a Santa Maria di Reims, tra gli anni 1000-1015. È andato distrutto nella seconda guerra mondiale, ma rimangono le collazioni fatte da G. Parthey e da T. Mommsen.
3) σ, un codice proveniente da Spira, scritto molto probabilmente a inizio X secolo, appartenuto più tardi alla Biblioteca della Cattedrale di Spira. Fu copiato da molti umanisti del XV e XVI secolo, ma non è pervenuto; le trascrizioni degli umanisti invece sono pervenute.
Circa il 90% dell'opera contiene materiale che è stato tratto da opere di altri autori, quelli più autorevoli e considerati indispensabili dai dotti del Medioevo. In particolare: Plinio il Vecchio (38 citazioni dalla Naturalis Historia), Solino (le cui 57 citazioni tratte dai Collectanea rerum memorabilium sono molto importanti per la ricostruzione critica della sua opera), Prisciano (6 citazioni dalla Periegesis, per un totale di 37 versi; un suo passo citato, che Dicuil dice di trovarsi nel libro XIII delle Institutiones grammaticae, non è invece presente in nessuna opera di Prisciano), Isidoro (14 citazioni dalle Etymologiae, di cui una però non è presente nella sua opera). In un passo Dicuil sottolinea che un riferimento di Solino può essere tranquillamente trovato anche in Isidoro: da ciò si deduce che molto probabilmente l'opera di Isidoro era più diffusa di quella di Solino. Altre citazioni sono tratte da: Eneide di Virgilio, In Vergilii Aeneidem commentarii di Servio, libro dell'Esodo, Carmen paschale di Sedulio, Partitiones duodecim versuum Aeneidos principalium di Prisciano, il secondo capitolo del I libro delle Historiae adversus paganos di Orosio (da cui cita due informazioni). Quasi 30 autori tra Greci e Latini sono nominati da Dicuil, moltissimi dei quali letti da citazioni riportate dalle sue fonti principali. Una cosa da notare è che non sembra conoscesse il geografo Tolomeo, dato che non lo cita mai.
Ci sono però altre due fonti utilizzate che meritano dei chiarimenti. La prima fonte è la “scriptura missorum Theodosii”. Quest'opera non è nient'altro che la Divisio orbis terrarum, scoperta da E. Schweder nel 1876 nel manoscritto Vat. Lat. 1357 (XIII sec.). Un manoscritto contenente quest'opera fu trovato tra gli anni 781-783 da Godescalco, che lo utilizzò per comporre il suo Evangelistario; molto probabilmente questo manoscritto capitò nelle mani di Dicuil negli anni in cui era stato assunto alla corte di Ludovico il Pio. La Divisio era stata commissionata su ordine di Teodosio II nel 435, come spiegazione della “mappa del mondo” elaborata da M. Vipsanio Agrippa (molto probabilmente era usata a scopo didattico): ciò è testimoniato dai 12 versi che Dicuil aveva trovato alla fine del suo manoscritto, e che riporta nella sua opera. Il monaco irlandese, però, interpretò male quei versi, capendo che l'imperatore Teodosio II nel suo 15º anno di regno avesse ordinato ad alcuni uomini di fiducia (missi Theodosii) di fare una misurazione completa del mondo conosciuto. La seconda fonte è la “cosmographia” scritta nel consolato di Giulio Cesare e Marco Antonio. Quest'opera è senza dubbio un falso, dato che Dicuil la cita riguardo a Mosè e al Mar Rosso, ed è impossibile che all'epoca di Giulio Cesare e Marco Antonio fosse stato fatto un riferimento simile. La fonte che Dicuil utilizzò in realtà era in un manoscritto in cui erano presenti la Cosmographia di Giulio Onorio e la Cosmographia dello Pseudo-Aethicus; Dicuil stesso dice che la “cosmographia” che leggeva gli era appena capitata tra le mani, e molto probabilmente era in un manoscritto appena arrivato alla corte carolingia. È interessante notare che Dicuil cita un passo che però non si trova né in Onorio né nello Pseudo-Aethicus, ed è un passo in cui descrive una palude salmastra nel Nord-Africa, e il salire e l'abbassarsi delle sue acque. È curioso che nella Tabula Peutingeriana e nella mappa Cottoniana (o “mappa anglo-sassone”, che si trova nel manoscritto Cotton Tib. B.V. della British Library) questa palude sia segnata.
Dicuil comunque non sembra citare con molta attenzione le sue fonti: molti passi tratti da Plinio e Isidoro sono citati in modo confuso e sbagliato; inoltre, dopo avere citato Solino in un passo riguardante la lunghezza del Gange, in un altro passo l'autore irlandese scrive che non saprebbe dire quale sia la lunghezza del medesimo fiume. Le scarse conoscenze geografiche di Dicuil si notano quando cita in modo sbagliato un passo di Onorio in cui dice che il fiume Ebro ha la sua sorgente sui monti dell'Assiria. Inoltre è molto strano che il monaco irlandese non sia riuscito a procurarsi delle notizie esaustive di prima mano sulla Germania, dato che dice di non credere a certe informazioni riportate dalle sue fonti su quel territorio; ed è ancora più strano che non fornisca alcuna notizia sulla sua patria, l'Irlanda. Per quanto riguarda l'originalità dell'opera, le informazioni che possono essere attribuite a Dicuil sono quelle che gli raccontarono i monaci che conobbe.
L'opera di Dicuil si divide in nove capitoli: i primi tre riguardano ciascuno uno dei tre continenti (Europa, Asia, parte dell'Africa), il quarto riguarda l'Egitto e l'Etiopia, il quinto descrive la lunghezza e la larghezza del mondo; gli ultimi quattro riguardano questioni più specifiche: la lunghezza dei cinque fiumi più grandi e di quelli più piccoli, certe isole particolari, l'ampiezza del Mar Tirreno, le sei montagne più alte. All'inizio dell'opera è presente un prologo, in cui Dicuil dice che, dopo avere composto un'epistola su dieci problemi di grammatica, aveva deciso di scrivere un'opera geografica basata sulla misurazione dei missi Theodosii e sull'opera di Plinio, dando la precedenza alla prima fonte, dato che l'opera di Plinio in suo possesso era molto corrotta.
La descrizione dell'Europa è tratta per la maggior parte da Plinio. Dopo avere misurato lunghezza della terra dalle Colonne d'Ercole fino a Bisanzio, si dice che il “Mare del Ponto” è il confine più a est dell'Italia e che il “Mar Egeo-Toscano” circonda l'Acaia a sud. Dopo avere descritto la Germania, la Gotia, la Scizia e l'Armenia maior, si dice che l'Europa è circondata dall'“Oceano Serico”, che forse può corrispondere al Mar Cinese; si dice che l'India è il limite estremo dell'Asia.
L'Asia era stata divisa da Agrippa in due parti, una confinante a est con la Frigia e la Licaonia, a ovest con il Mar Egeo; l'altra, inclusa tra l'Armenia minor a est, tra la Frigia, la Licaonia, la Panfilia a ovest, tra la provincia del Ponto a nord, tra il “Mare Panfilico” a sud. È da notare il fatto che la catena montuosa del Tauro è fatta confinare con il nord dell'India.
L'Africa, terra dei Mori e dei Numidi, che si estende fino all'“Oceano del Sud”, è composta dall'Etiopia, con le sue foreste d'ebano e con i suoi monti che bruciano eternamente; dopo avere parlato delle coste abitate dai Satiri e delle numerose isole, la narrazione a questo punto si interrompe bruscamente.
Segue il quinto capitolo, in cui si tratta della lunghezza e della larghezza del mondo, tratta dall'opera di Plinio: secondo Dicuil – che cita appunto Plinio in questa sezione – il mondo sarebbe lungo 6.630 miglia e largo 3.348 miglia; per Plinio però non era così. Infatti, le cifre che riporta Plinio sono rispettivamente 8.578 e 5.462. Dicuil, non sapendo bene come funzionava il sistema di numerazione romano per le cifre molto grandi, aveva dunque sbagliato a leggere i numeri di Plinio. Poi seguono i 12 versi tratti dalla “scriptura missorum Theodosii”, che chiudono così il capitolo.
Per la parte che tratta questioni più singolari, cioè dal sesto capitolo in poi, Dicuil si fa sempre più dipendente da Solino nelle citazioni. Riguardo al Nilo (che secondo Dicuil non è molto lontano dall'Oceano Atlantico), cita i Libri Punici (forse di Hanno) e l'opera del re Giuba II. In questa parte si trova un dibattito sulla connessione tra il Nilo e Mar Rosso: molti nel Medioevo credevano che il Nilo sfociasse anche in quel mare, ma Dicuil non era d'accordo, ed è per questo che riporta il racconto del pellegrinaggio a Gerusalemme narrato dal monaco Fidelis al maestro Suibneus, in presenza di Dicuil stesso. Risalendo il Nilo, Fidelis aveva visto le piramidi (nel Medioevo confuse con i granai fatti costruire da Giuseppe figlio di Giacobbe); da questo punto continuò il suo viaggio lungo il Nilo e salpò verso il Mar Rosso. Abbiamo qui una descrizione del canale che collegava Memphis a Suez, fatto costruire dal faraone Necao II, figlio di Psammetico I, tra gli anni 615-610 a.C., portato a termine dall'imperatore persiano Dario I (490 a.C. circa), migliorato da Tolemeo II Filadelfo, restaurato da Adriano (130 d.C. circa), allargato da Traiano; Luciano di Samosata dice che sotto Marco Aurelio il canale esisteva ancora; fu riutilizzato molto tempo dopo da ʻAmr ibn Hishām, generale del califfo ʻUmar ibn al-Khaṭṭāb, nel 640, per aiutare gli Arabi a mantenere il potere sull'Egitto. Fu definitivamente chiuso nel 767 dal califfo Al-Mansour per impedire che i ribelli della Mecca e di Medina ricevessero rifornimenti. Da ciò si deduce che il viaggio compiuto da Fidelis si deve collocare per forza prima del 767. Arrivato a Suez, nel punto in cui secondo la Bibbia Mosè fece attraversare il mare al popolo ebreo, si diresse poi verso il braccio ovest del Mar Rosso. Dopo questo racconto sono descritti l'Eufrate, il Tigri, il Gange, l'Indo, insieme a tutte le strane creature che secondo Solino e Plinio abitano quelle zone. La “cosmographia” è citata proprio per la misurazione dei fiumi, ma i dati che riporta sono molto strani e non rispettano le vere lunghezze.
Nel settimo capitolo, quello più ampio, ci sono numerose informazioni interessanti riguardo alle isole dell'“Oceano del Nord”. È curioso che sul leggendario viaggio di San Brendano Dicuil non dica nulla. In questo capitolo il monaco irlandese racconta dei suoi viaggi per le numerose isole che stanno intorno all'Irlanda, e dice che in alcune abitò anche per un po'. Molto probabilmente lesse riguardo alle Shetland, visitò le Orkney e abitò nelle Ebridi. Racconta poi che un uomo di Chiesa, salpando dalle isole a nord della Britannia per andare ancora più a nord, visitò delle isole che erano state abitate da alcuni irlandesi per 100 anni, ma che poi erano dovuti fuggire a causa delle incursioni dei Normanni. Queste isole molto probabilmente devono essere identificate con le Fær Øer, e molto probabilmente gli Irlandesi si stabilirono lì nell'VIII secolo; stettero lì per 100 anni, e con l'invasione dei Normanni dovettero andarsene.
Inoltre, sempre nel settimo capitolo, un passo testimonia che in Islanda era presenta una piccola colonia di irlandesi nel 795, cioè 30 anni prima che Dicuil scrivesse il De mensura, e circa 80 anni prima della colonizzazione da parte dei Normanni secondo il Landnámabók (nell'874). Nel Landnámabók si dice che l'isola viene scoperta tra gli anni 850-860 da alcuni Normanni; v'è un passo in cui vengono citati i Papar, degli uomini trovati dai primi Normanni che vi arrivarono. Questi Papar possedevano manoscritti irlandesi, campane e bastoni episcopali: evidentemente erano dei monaci eremiti irlandesi. Dicuil prende in considerazione un luogo chiamato Thile ultima, che era considerata circondata da ghiaccio (quindi irraggiungibile) e illuminata dal sole sei mesi sì e sei mesi no. Dicuil utilizza la sua testimonianza di un gruppo di monaci che, 30 anni prima della scrittura della sua opera, erano giunti dall'Irlanda fino appunto all'Islanda partendo alle Calende di febbraio e arrivando alle Calende di agosto, senza trovare il mare ghiacciato, e trovando una terra in cui il giorno e la notte si alternavano tutto sommato normalmente. I monaci però, provando a navigare ancora più a nord dell'Islanda, trovarono davvero il mare ghiacciato, a solo un giorno di navigazione. I monaci irlandesi erano soliti intraprendere questi viaggi in posti così remoti molto probabilmente per ritirarsi spiritualmente e pregare nella natura incontaminata (come testimoniano anche altre opere, per esempio Orkneyinga Saga e Lebor Bretnach); dopo essere stati cacciati dalle Fær Øer, si diressero ancora più a nord trovando l'Islanda.
Curioso è anche il passo in cui si descrive l'isola Taprobane (da identificarsi con Ceylon, cioè Sri Lanka), dove si utilizzano molti versi di Prisciano. Inoltre, si trova menzione dell'elefante che fu portato alla corte di Carlo Magno, che Dicuil cita per sfatare il detto di Solino secondo cui un elefante non si abbassa mai. Questo episodio allude a quello dell'elefante donato a Carlo Magno da Hārūn al-Rashīd nell'801; questo elefante passò circa otto anni alla corte di Carlo Magno, dall'802 fino all'810, quando morì. L'episodio è ricordato anche da Eginardo nella Vita Karoli e dal Poeta Saxo.
L'ottavo capitolo utilizza come fonte i missi Theodosii e tratta l'ampiezza del Mar Tirreno; si dice di un'eruzione dell'Etna citando Solino. Inoltre Dicuil non è d'accordo su un dato riportato da Plinio, e cioè sulla misura del fondale più profondo presa da un tale Fabianus, dato che secondo l'autore irlandese per verificare correttamente questo record bisognerebbe misurare tutti i fondali (cosa che Fabianus non aveva fatto).
Nel nono capitolo descrive la catena montuosa dell'Atlante utilizzando come fonte Solino, dimostrando che secondo lui non è vero che le cime di quella catena superano le nuvole; riporta solennemente l'altezza del Monte Pelio misurata da Dicearco e citata da Plinio, ma riporta la cifra sbagliata; inoltre riporta l'altezza delle Alpi, non ricordandosi però dove ha trovato questa informazione.
Il De mensura di Dicuil deve essere collocato in un preciso contesto politico: il monaco irlandese molto probabilmente voleva fare una descrizione del mondo per elogiare indirettamente l'imperatore Ludovico il Pio, e per trasmettere l'immagine di un'epoca governata dalla conquista cristiana e dalla misura, traendo esempio da quei missi Theodosii che – secondo la sua interpretazione sbagliata – avevano portato a termine il compito di misurare il mondo per conto del loro imperatore. Dicuil nella sua opera geografica è mosso dalla preoccupazione di rappresentare l'ordine come fondamento della giustizia, così come era espresso nell'Admonitio generalis, dove la figura dell'imperatore era presentata come la responsabile sulla terra della volontà divina.

### Altre opere
1) Una “epistola de quaestionibus decem artis grammaticae”: menzionata subito nel prologo del De mensura, forse può essere stata scritta in versi. È andata perduta.
2) Un poema di 27 esametri senza titolo, scritto prima dell'825, sul trattato di Prisciano Partitiones duodecim versuum Aeneidos principalium, che l'autore antepose al trattato stesso come introduzione. È conservato in due manoscritti: uno alla Bibliothèque Municipale di Valenciennes (394, IX sec. o X sec.), scoperto da L. Bethmann, l'altro alla Bibliotheek der Universiteit di Leida (Vossianus Quarto 336, X sec.), scoperto da H. Keil. L'edizione critica è stata realizzata da E. L. Dümmler nel 1884.

## Stile
Lo stile di Dicuil è semplice e piatto (a volte totalmente asciutto), ma – in quanto insegnante – il latino in cui scriveva doveva essere molto corretto: del resto l'Irlanda dell'Alto Medioevo era una terra in cui gli studii dei classici fiorivano in un clima favorevole. Gli errori nelle sue opere (che nelle edizioni critiche si correggono) sono tutti imputabili alla tradizione e ai copisti. Nel De mensura le descrizioni di Dicuil sono riportate quasi alla stessa maniera di Adamnán, e i suoi commenti personali sono redatti in uno stile scoliastico privo di abbellimenti. Come anche Adamnán, Dicuil preferisce l'uso dei numerali distributivi al posto dei numerali cardinali. Il suo uso di parole greche (“Graeca”) è sorprendentemente ristretto. Gli “ibernicismi”, come il verbo crassare (che significa “scrivere”), l'omissione della copula nei periodi, ecc. sono pochissimi. Sono da segnalare l'uso dell'indicativo quando esprime delle opinioni personali, e una forma di costruzione participiale (simile al participio predicativo greco) per introdurre una subordinata.
I 31 esametri che concludono il De mensura dimostrano che Dicuil non era un grande poeta, ma che era un bravo versificatore, a volte anche ingegnoso. Chi scriveva versi nel Medioevo non puntava all'originalità, ma confidava sulla propria capacità di riuscire a imitare i modelli classici che venivano insegnati nelle scuole. Tuttavia, è da notare che sbaglia la scansione metrica di alcune parole (come scrĭbat al posto di scrībat). Nei suoi versi la cesura principale è sempre pentemimera, e le altre cesure che si trovano sono o eftemimere (in 12 versi) o dieresi bucoliche (in 17 versi), accompagnate dalle tritemimeri in 14 versi. Ai versi 4 e 8 le tritemimeri si combinano con una cesura dopo il 4º trocheo. Questo schema metrico si applica anche alla maggior parte dei versi del De astronomia, anche se con leggere variazioni.
La sua cultura di stampo irlandese emerge soprattutto nel De primis syllabis: infatti le opere che trattavano le primae syllabae incominciarono a essere scritte solo a partite dall'XI secolo; Dicuil invece si dimostra capace di possedere conoscenze ben difficili da reperire in altre opere della sua epoca.
Nonostante Dicuil sia chiaramente un autore minore, è molto importante sia per l'astronomia (dato che pochissimi autori medievali che hanno trattato questo argomento sono pervenuti) sia per la storia della geografia, dato che nel De mensura riporta la notizia di colonizzazioni irlandesi delle Fær Øer e dell'Islanda precedenti a quelle normanne. È importante soprattutto perché le sue informazioni costituiscono una tessera per ricostruire il mosaico della colonizzazione del Nord-Europa, e le sue conoscenze geografiche – tutto sommato – si dimostrano migliori di quelle dello Pseudo-Aethicus, di Giulio Onorio, dell'Anonimo Ravennate, di Guido da Pisa.
Malgrado le numerose sviste nel citare le sue fonti e la scarsità di risorse più attendibili nella sua epoca, la curiosità e il senso critico di Dicuil tipici degli irlandesi dell'epoca emergono in certi punti: quando dice che un passo di Isidoro è corrotto, quando esorta i suoi lettori a emendare l'opera di Plinio il Vecchio perché nei suoi manoscritti sono presenti dei passi corrotti, quando dice che bisognerebbe misurare tutti i fondali marini per conoscere quello più profondo, quando non è d'accordo sul fatto che le vette dell'Atlante superino le nuvole, quando elabora una sua teoria riguardo a una “stella polare” del Sud.